# جمعیت‌شناسی گرایش جنسی
سرشماری افراد بر حسب گرایش جنسی، بنا بر دلایلی کار آسانی نیست. یکی از دلایل اصلی این تفاوت درداده‌های آماری مربوط به همجنسگرایی و دوجنسگرایی ناشی از ذات سوالاتی است که در تحقیق‌های به عمل آمده در این زمینه، پرسیده می‌شود. تحقیقات بسیاری بر روی گرایش جنسی انجام گرفته‌است. بیشتر تحقیقات در این زمینه، برپایهٔ اطلاعاتی است که خود افراد از خویش ارائه داده‌اند که همین امر سبب به وجود آمدن چالش‌هایی در این زمینه حساس شده‌است. مهم این که، در این تحقیقات دو دسته از سوالات مطرح می‌شوند. یک دسته از سوالات به بررسی اطلاعات داده شده از جانب افراد دربارهٔ تجربهٔ جنسی با و جاذبهٔ جنسی به جنس موافق می‌پردازد، در حالیکه دسته دیگر به بررسی اطلاعاتی که افراد دربارهٔ تلقی‌ای که خودشان از شخصیت خود به عنوان همجنسگرا یا دوجنسگرا دارند، اقدام می‌کند. تعداد کمتری از تحقیقات از نوع دوم سوالات یعنی پرسش از هویت جنسی بهره برده‌اند و بیشتر تحقیقات از نوع اولی است که در بالا توضیح داده شد. تحقیقات متعددی که در کشورهای مختلف صورت گرفته‌است دورنمایی به منظور مقایسه را فراهم کرده‌است و همچنین جداولی که جمعیت جامعهٔ هدف در شهرهای مختلف ایالات متحده را مقایسه می‌کنند نیز آورده شده‌است. اگرچه از آنجا که افراد بسیاری ممکن است جنسیت خود را بر حسب معیارها و هنجارهای دگرجنسگرایانهٔ پیرامون خود بیان کنند، به دست آوردن اندازهٔ واقعی جامعهٔ دگرباشان دشوار خواهد بود.
نحوهٔ آمارگیری و همچنین نوع موضوعاتی که در زمینه‌های مختلف در هنگام آمارگیری مطرح می‌شود نیز می‌تواند در پاسخ‌هایی که به یک موضوع داده می‌شوند اثرگذار باشد.